# Zeliónie Prudi
Zeliónie Prudi (en rus: Зелёные Пруды) és un poble (un possiólok) de l'óblast d'Astracan, a Rússia, segons el cens del 2010 tenia 3 habitants.